# 阿加特·乌维林吉伊马纳
阿加特·乌维林吉伊马纳（Agathe Uwilingiyimana，1953年5月23日—1994年4月7日）又被称为阿加特夫人（Madame Agathe），是一位卢旺达政治家。她在1993年7月18日到1994年4月7日期间担任卢旺达总理。她在卢旺达大屠杀开始阶段被杀害。她是卢旺达第一个也是至今为止唯一一位女总理。

## 暗杀
总统朱韦纳尔·哈比亚利马纳、总理乌维林吉伊马纳和卢旺达爱国阵线之间的会谈因为总统的座机在1994年4月6日晚上8:30被火箭弹击落而没有完成。从总统哈比亚利马纳死亡到第二天早上乌维林吉伊马纳被暗杀的这段时间（大约14小时），总理乌维林吉伊马纳是卢旺达合法的政府首脑。
在Radio France的关于总统被暗杀的访谈中，乌维林吉伊马纳说马上会进行调查。在她最后的记录中，她还说：
国内出现了枪击事件，人们受到了恐吓，所有人都呆在家里躺在地板上。我们正在承受失去国家元首所带来的后果。我相信，我们，作为平民百姓，不用为总统的死亡负责。
联合国维和部队在次日三点前派了比利时籍的士兵去保护乌维林吉伊马纳，他们打算带她去卢旺达电台。在那里，乌维林吉伊马纳打算做一个广播来呼吁全国民众保持冷静。乌维林吉伊马纳的房子外面还被另外5个加纳籍的联合国士兵保护着。在房子里面，她的家人由总统卫队保护，但是在6:55到7:15之间，总统卫队包围了联合国士兵并要求他们放下武器。致命的是，联合国士兵最终服从了，在9点前交出了他们的武器。
看到了房子外面的对峙，乌维林吉伊马纳和她的家人在8点左右到基加利（卢旺达首都）的联合国志愿者所在地避难。目击者对联合国行动小组说，卢旺达士兵在10点左右来搜查过她。因为担心自己的孩子遭到杀害，乌维林吉伊马纳和她的丈夫不再躲藏，他们在1994年4月7日早上被总统卫队射杀。她的孩子则成功逃脱，并且最终到达瑞士。史考特·彼得森在他自己的书《Me Against My Brother》中，他写道那些被派去保护乌维林吉伊马纳的联合国士兵遭到阉割并用自己的生殖器堵住嘴，最后被杀害。
在他的《与魔鬼的握手》（Shake Hands with the Devil）的书中，联合国指挥官罗密欧·达莱尔写道乌维林吉伊马纳和她的丈夫向种族屠杀者投降来保护自己的孩子，他们的孩子成功躲在了隔壁的联合国开发计划署的房子里。孩子们最终幸存并被姆巴伊·迪亚涅上尉（联合国驻卢旺达援助团军事观察员）私藏到了千丘酒店。他们最终在瑞士重新定居。